# بانو هه گیونگ
ملکه هه گیونگ (کره‌ای: 혜경궁 풍산 홍씨; هانجا: 惠慶宮 豊山 洪氏; ۶ اوت ۱۷۳۵ – ۱۳ ژانویه ۱۸۱۶) همچنین با نام ملکه هون‌گیونگ (کره‌ای: 헌경왕후; هانجا: 獻敬王后), نیز شناخته می‌شد، نویسنده کره‌ای و همسر ولیعهد در دوران چوسان بود. او همسر ولیعهد سادو و مادر پادشاه جونگ‌جو بود. در سال ۱۹۰۳، گوجونگ نام پسامرگ هون‌گیونگ، ملکه پرهیزگار (کره‌ای: 헌경의황후; هانجا: 獻敬懿皇后) را به او اعطا کرد.

## در فرهنگ عامه

### فیلم و تلویزیون
- بازی شده توسط چوی میونگ گیل در مجموعه تلویزیونی سال ۱۹۸۸ ام‌بی‌سی، شرح حال بانو هه گیونگ
- بازی شده توسط ها هی را در مجموعه تلویزیونی سال ۱۹۸۸ کی‌بی‌اس، بهشت بهشت
- بازی شده توسط هونگ ری نا در مجموعه تلویزیونی سال ۱۹۹۸ ام‌بی‌سی، راه پادشاهی
- بازی شده توسط کیون می ری در مجموعه تلویزیونی سال ۲۰۰۷ ام‌بی‌سی، ایسان
- بازی شده توسط جونگ ئه ری در مجموعه تلویزیونی سال ۲۰۰۷ سی‌جی‌وی، هشت روز تلاش برای ترور پادشاه جونگ‌جو
- بازی شده توسط کیم سونگ ریونگ درفیلم سال ۲۰۱۴، برخورد مرگبار
- بازی شده توسط پارک اون بین در مجموعه تلویزیونی سال ۲۰۱۴ اس‌بی‌اس، در مخفی
- بازی شده توسط مون گون یونگ در فیلم سال ۲۰۱۵، تخت پادشاهی
- بازی شده توسط کانگ مال گوم در مجموعه تلویزیونی سال ۲۰۲۱ ام‌بی‌سی، سرآستین قرمز

### ادبیات
- رمان ملکه سرخ اثر مارگارت درابل برپایه داستان بانو هه گیونگ است.[۱]

### Works cited
- Kim Haboush, JaHyun (2013). The Memoirs of Lady Hyegyŏng: The Autobiographical Writings of a Crown Princess of Eighteenth-Century Korea (2 ed.). Berkeley: University of California Press. ISBN 978-0-520-20055-5.